# Bachotek (jezioro)
Bachotek – jezioro w woj. kujawsko-pomorskim, w powiecie brodnickim, w gminie Brodnica, leżące na terenie Pojezierza Brodnickiego. Jezioro położone jest w odległości 6 km od Brodnicy w Brodnickim Parku Krajobrazowym. Jezioro polodowcowe, rynnowe, o wydłużonym z północy na południe kształcie, na środku jeziora znajduje się wyspa zwana Wyspą Skarbów. Znajduje się pod wpływem jazu piętrzącego w Tamie Brodzkiej, który powoduje podniesienie średniego poziomu wody w jez. Bachotek o 43 cm. Położone jest w dolnym biegu rzeki Skarlanki i otoczone lasami sosnowymi i mieszanymi. Na wschodnim brzegu znajdują się ośrodki wypoczynkowe z możliwością wynajmu sprzętu wodnego: Ośrodek Szkoleniowo-Wypoczynkowy UMK (stacja limnologiczna), Stanica Wodna PTTK.

## Dane morfometryczne
Powierzchnia zwierciadła wody według różnych źródeł wynosi od 211,0 ha przez 215,0 ha do 215,1 ha.
Zwierciadło wody położone jest na wysokości 70,8 m n.p.m. lub 70,9 m n.p.m. Średnia głębokość jeziora wynosi 7,2 m, natomiast głębokość maksymalna 24,3 m lub 26,7 m.
W oparciu o badania przeprowadzone w 2004 roku wody jeziora zaliczono do II klasy czystości i III kategorii podatności na degradację.
Do II klasy czystości zaliczono wody jeziora także podczas badań w 1998.